# Esteve Puig i Puig
Esteve Puig Puig (Barcelona, 16 d'abril de 1878 – 22 de gener de 1940) fou jugador, àrbitre i directiu d'escacs.
Fou un dels pioners i impulsors dels escacs a Catalunya i a Espanya al principi del s. XX. Creà la primera columna escaquista d'Espanya a Las Noticias (1909). Fou campió de Catalunya (1921), i el primer president de la Federació Catalana d'Escacs quan aquesta es va fundar el 2 d'agost de 1925, però només va ocupar el càrrec durant dos mesos, ja que el 2 d'octubre del mateix any va dimitir i va ser substituït per Joan Bertran i Casals. Al marge del seu càrrec a la Federació Catalana, també va formar part de la Federació Espanyola, va ser el fundador de la Societat Espanyola de Problemistes d'Escacs i va participar en nombrosos torneigs internacionals de solucions de problemes. Entre les moltes competicions que va organitzar, destaca el primer encontre telefònic entre Madrid i Barcelona l'any 1929 i el primer Campionat d'Espanya el 1930. El seu esperit polifacètic el va portar també a fer d'àrbitre, de periodista i d'escriptor, és autor del llibre La doctrina del final artístico, fruit de la seva col·laboració amb un altre conegut problemista, el Mestre Rinck. En record seu, la Unió Gracienca d'Escacs va crear a finals de 1940 la Copa Esteve Puig.